# Scherocumella longirostris
Scherocumella longirostris är en kräftdjursart som först beskrevs av Sars 1878.  Scherocumella longirostris ingår i släktet Scherocumella och familjen Nannastacidae. Inga underarter finns listade i Catalogue of Life.